# Jean-Paul Elkann
Jean-Paul Elkann (* 28. Dezember 1921 in Paris; † 23. November 1996 ebenda) war ein französischer Bankier. Von 1982 bis 1992 war er Präsident des Consistoire central israélite, des höchsten Gremiums der jüdischen Gemeinden Frankreichs.

## Auszeichnungen
- Commandeur de la Légion d’honneur (1988)
- Grand officier de l’Ordre national du Mérite (1996)[2]